# Florencio Caffaratti

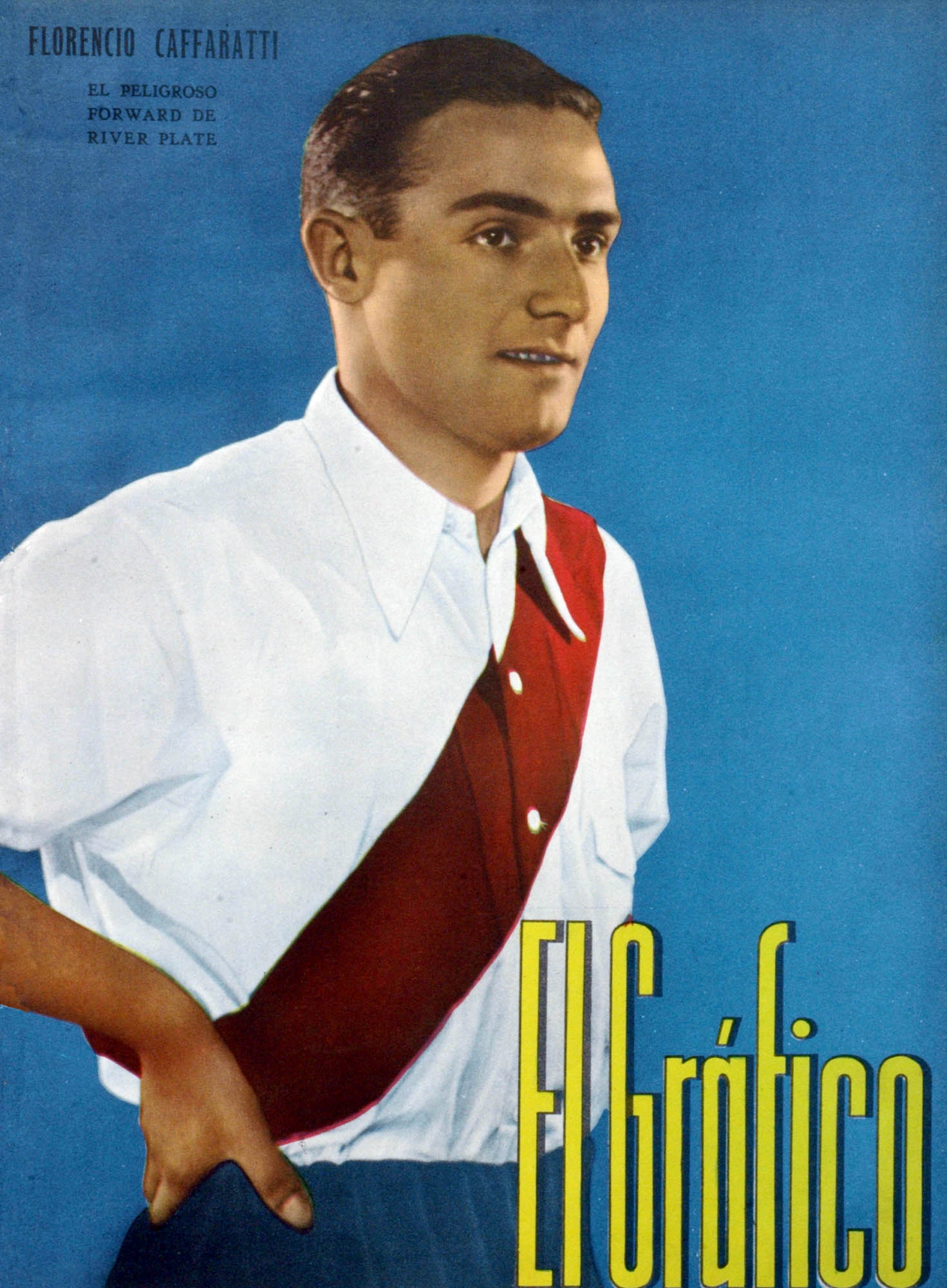
Florencio Caffaratti

Florencio Caffaratti (El Trébol, Santa Fe, 3 mei 1915 – Toluca de Lerdo, Mexico, 15 september 2001) was een Argentijns voetballer. Hij speelde als middenvelder.
Caffaratti kwam in 1947 samen met de Braziliaanse verdediger Lucidio Da Silva van het Mexicaanse Club América naar FC Barcelona. In zijn eerste seizoen met Barça werd Caffaratti kampioen van Spanje en de Argentijn maakte met technisch fraai voetbal indruk. De club prolongeerde de landstitel in het seizoen daarna, maar Caffaratti ontbrak lange tijd met een blessure die hij had opgelopen in een wedstrijd tegen RCD Español. Na zijn rentree haalde Caffaratti nooit meer zijn oude niveau en hij vertrok in 1949. 